# Khuriya Muriya
Les îles Khuriya Muriya, ou Kuria Muria (en arabe : جزر خوريا موريا, translittéré : Juzur Khurīyā Murīyā ou Khūryān Mūryān)), sont un groupe de cinq îles dans la mer d'Arabie, à 40 km (25 miles) au large des côtes sud-est du sultanat d'Oman. Les îles font partie de la province de Shalim et des îles Hallaniyat (de) dans le gouvernorat du Dhofar.

## Histoire
Dans l'Antiquité, les îles étaient appelées les îles Zenobii ou Zenobiou (en grec moderne : Ζηνοβίου νησία ; enlatin : Zenobii Insulae) ou Dolichè (en grec moderne : Δολίχη).
Elles sont mentionnés par plusieurs auteurs, y compris Ptolémée (VI, 7 § 47), qui fait le dénombrement de sept petites îles situées dans la baie de Khuriya Muriya (en grec moderne : Σαχαλίτης κόλπος ; latin : Sinus Sachalites), vers l'entrée du Golfe Persique, (probablement le golfe d'Aden). 
En 1854, le Hami (sultan) de Mascate (plus tard Mascate et Oman, et désormais Oman), cède les îles à l'Empire britannique. En 1868, elles sont rattachées au Protectorat d'Aden, donc au Yémen moderne). En tant que possessions britanniques, jusqu'en 1967, elles sont administrées par le gouverneur britannique d'Aden jusqu'en 1953, puis par le Haut Commissaire britannique jusqu'en 1963, et enfin par le résident politique britannique en chef du golfe Persique (basé à Bahreïn). Le 30 novembre 1967, Lord Caradon, ambassadeur britannique aux Nations Unies, annonce que, conformément aux souhaits des habitants, les îles retournent à Mascate et Oman, malgré les critiques du président Qahtan Muhammad al-Shaabi, qui souhaite que les îles reviennent à la république populaire du Yémen du Sud.

## Les îles
| Nom                    | arabe           | translittération      | Superficie (km²) | Coordonnées                  |
| ---------------------- | --------------- | --------------------- | ---------------- | ---------------------------- |
| Al-Hasikiyah           | جزيرة الحاسكية  | Ǧazīrat al-Ḥāsikiyya  | 2                | 17° 28′ 28″ N, 55° 36′ 05″ E |
| Al-Sawda               | الجزيرة السوداء | al-Ǧazīra al-sawdāʾ   | 11               | 17° 29′ 28″ N, 55° 51′ 18″ E |
| Al-Hallaniyah          | جزيرة الحلانية  | Ǧazīrat al-Ḥallāniyya | 56               | 17° 30′ 52″ N, 56° 01′ 29″ E |
| Qarzawit               | جرزعوت          | Ǧazīrat Ǧarzaʿūt      | 0.3              | 17° 37′ 01″ N, 56° 08′ 24″ E |
| Al-Qibliyah            | الجزيرة القبلية | Ǧazīra al-qibliyya    | 3                | 17° 30′ 00″ N, 56° 20′ 15″ E |
| Khuriya Muriya Islands | جزر خوريا موريا | Ǧuzur Ḥūriyā Mūriyā   | 73               | 17° 30′ N, 56° 00′ E         |